# Grand Prix Stanów Zjednoczonych 1975

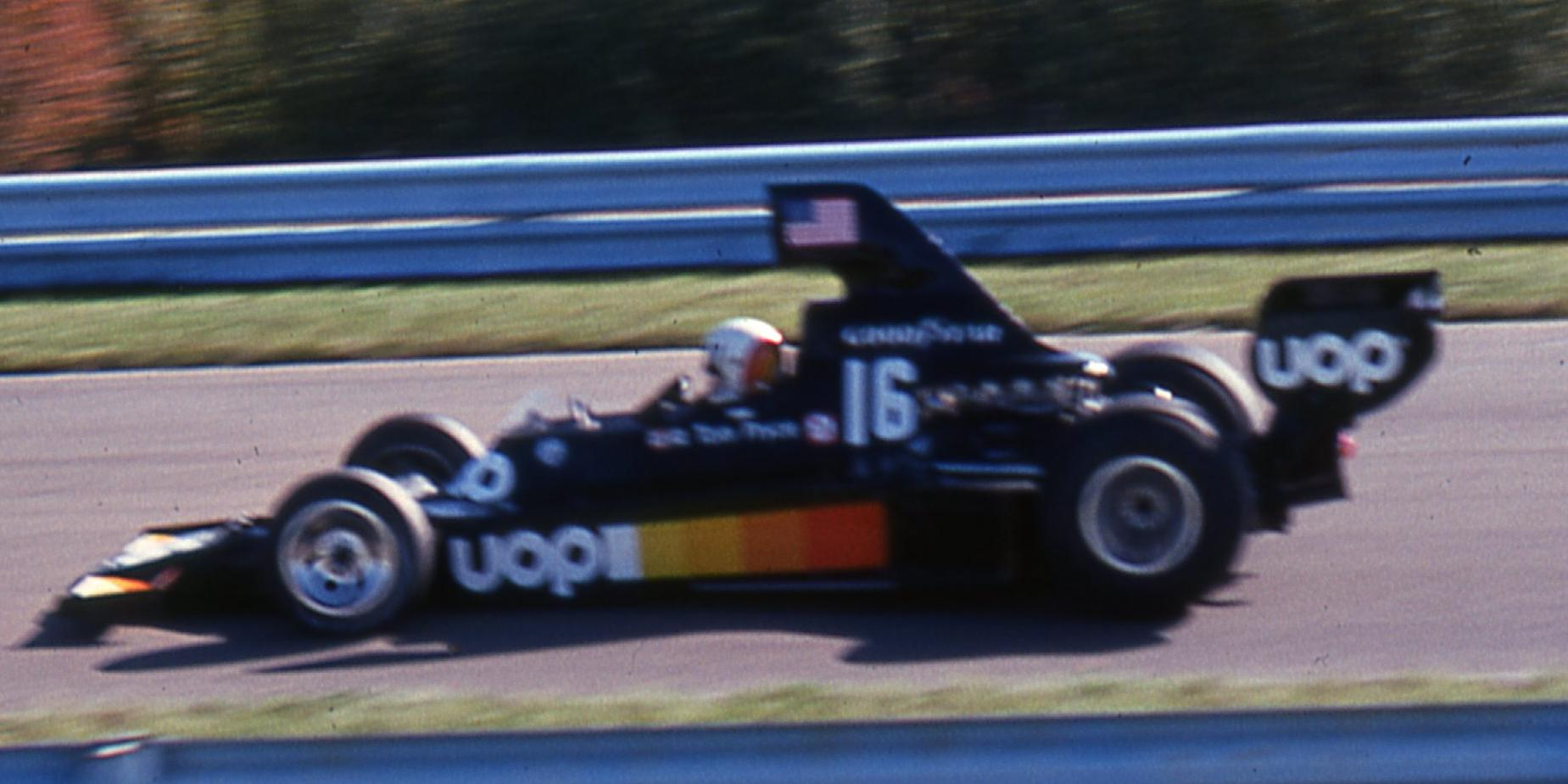
Tom Pryce podczas Grand Prix Stanów Zjednoczonych 1975

Grand Prix Stanów Zjednoczonych 1975 (oryg. United States Grand Prix) – ostatnia runda Mistrzostw Świata Formuły 1 w sezonie 1975, która odbyła się 5 października 1975, po raz 15. na torze Watkins Glen.
Było to 18. Grand Prix Stanów Zjednoczonych i jednocześnie 17. zaliczane do Mistrzostw Świata Formuły 1.

## Klasyfikacja
| Legenda oznaczeń w tabelach wyników Wyświetl szablon na nowej stronie | Legenda oznaczeń w tabelach wyników Wyświetl szablon na nowej stronie                                                                     |
| Oznaczenie                                                            | Wyjaśnienie |
| --------------------------------------------------------------------- | --- |
| Złoty                                                                 | Zwycięzca lub mistrzostwo |
| Srebrny                                                               | 2. miejsce lub wicemistrzostwo |
| Brązowy                                                               | 3. miejsce lub II wicemistrzostwo |
| Zielony                                                               | Ukończył, punktował (w klasyfikacji generalnej, gdy zdobył co najmniej jeden punkt na przestrzeni sezonu, poza trzema powyższymi opcjami) |
| Niebieski                                                             | Ukończył, nie punktował (w klasyfikacji generalnej, gdy nie zdobył co najmniej jednego punktu na przestrzeni sezonu)                      |
| Czerwony                                                              | Nie zakwalifikował się (NZ) |
| Czerwony                                                              | Nie prekwalifikował się (NPK) |
| Różowy                                                                | Nie ukończył (NU) |
| Różowy                                                                | Niesklasyfikowany (NS) (w klasyfikacji generalnej, gdy nie został sklasyfikowany w żadnym wyścigu sezonu)                                 |
| Czarny                                                                | Zdyskwalifikowany (DK) |
| Czarny                                                                | Wykluczony (WYK/EX) |
| Biały                                                                 | Nie wystartował (NW) |
| Biały                                                                 | Kontuzjowany (K/INJ) |
| Biały                                                                 | Wyścig odwołany (OD/C) |
| Bez koloru                                                            | Został wycofany (WYC/WD) |
| Bez koloru                                                            | Nie przybył (NP/DNA) |
| Bez koloru                                                            | Nie brał udziału w treningach (NT/DNP) |
| Bez koloru                                                            | Nie został zgłoszony (–) |
| Pogrubienie                                                           | Start z pole position |
| Kursywa                                                               | Najszybsze okrążenie wyścigu |
| †                                                                     | Nie ukończył, ale jego rezultat został zaliczony ze względu na przejechanie więcej niż 90% dystansu wyścigu.                              |
| *                                                                     | Sezon w trakcie |
| 1/2/3                                                                 | Punktowana pozycja w sprincie |
| Lista systemów punktacji Formuły 1                                    | |

| Poz. | Nr. | Kierowca           | Konstruktor     | Okrążeń | Czas/powód NU      | Poz. start. | Punktów |
| ---- | --- | ------------------ | --------------- | ------- | ------------------ | ----------- | ------- |
| 1    | 12  | Niki Lauda         | Ferrari         | 59      | 1:42:58.175        | 1           | 9       |
| 2    | 1   | Emerson Fittipaldi | McLaren-Ford    | 59      | + 4.943 s          | 2           | 6       |
| 3    | 2   | Jochen Mass        | McLaren-Ford    | 59      | + 47.637 s         | 9           | 4       |
| 4    | 24  | James Hunt         | Hesketh-Ford    | 59      | + 49.475 s         | 15          | 3       |
| 5    | 5   | Ronnie Peterson    | Lotus-Ford      | 59      | + 49.986 s         | 14          | 2       |
| 6    | 3   | Jody Scheckter     | Tyrrell-Ford    | 59      | + 50.321 s         | 10          | 1       |
| 7    | 9   | Vittorio Brambilla | March-Ford      | 59      | + 1:44.031         | 6           |         |
| 8    | 10  | Hans Joachim Stuck | March-Ford      | 58      | + 1 okrążenie      | 13          |         |
| 9    | 28  | John Watson        | Penske-Ford     | 57      | + 2 okrążenia      | 12          |         |
| 10   | 30  | Wilson Fittipaldi  | Fittipaldi-Ford | 55      | + 4 okrążenia      | 23          |         |
| NS   | 16  | Tom Pryce          | Shadow-Ford     | 52      | Nie sklasyfikowany | 7           |         |
| NS   | 6   | Brian Henton       | Lotus-Ford      | 49      | Nie sklasyfikowany | 19          |         |
| NU   | 25  | Brett Lunger       | Hesketh-Ford    | 46      | Wypadek            | 18          |         |
| NU   | 31  | Roelof Wunderink   | Ensign-Ford     | 41      | Skrz. biegów       | 22          |         |
| WD   | 11  | Clay Regazzoni     | Ferrari         | 0       | Wycofany           | 11          |         |
| NU   | 17  | Jean-Pierre Jarier | Shadow-Ford     | 19      | Łożysko koła       | 4           |         |
| NU   | 7   | Carlos Reutemann   | Brabham-Ford    | 9       | Silnik             | 3           |         |
| NU   | 27  | Mario Andretti     | Parnelli-Ford   | 9       | Zawieszenie        | 5           |         |
| NU   | 23  | Tony Brise         | Hill-Ford       | 5       | Wypadek            | 17          |         |
| NU   | 15  | Michel Leclère     | Tyrrell-Ford    | 5       | Silnik             | 20          |         |
| NU   | 4   | Patrick Depailler  | Tyrrell-Ford    | 2       | Wypadek            | 8           |         |
| NU   | 8   | Carlos Pace        | Brabham-Ford    | 2       | Wypadek            | 16          |         |
| NW   | 21  | Jacques Laffite    | Williams-Ford   |         |                    | 21          |         |
| NW   | 20  | Lella Lombardi     | Williams-Ford   |         | Zapłon             | 24          |         |